# Tanaostigmodes tambotis
Tanaostigmodes tambotis ist eine 1995 entdeckte Erzwespenart aus der Familie der Tanaostigmatidae. Tanaostigmodes tambotis bildet an den Stämmen von Tamboti (Spirostachys africana) Pflanzengallen aus. Die Larven leben in Gängen im Pflanzengewebe. Eine Galle kann bis zu 60 Puppen enthalten, welche zwischen Oktober und Januar schlüpfen.

## Beschreibung

### Weibchen
Die Weibchen von Tanaostigmodes tambotis haben eine Länge von 2 bis 2,8 Millimetern. Die obere Hälfte des Kopfes hat dabei eine braune bis orangebraune Färbung mit einem dunkleren Überzug nahe dem inneren Augenrand und dem mittleren Ocellus. Der untere Teil des Kopfes,
einschließlich der Genae, ist weiß bis gelblich-weiß und mit einem schmalen, dunklen Streifen versehen, der sich vom Torulus bis zum inneren Augenrand ausdehnt. Bei einigen Arten liegt am seitlichen Gesicht ein dunkler Punkt unter dem Auge vor. Der Hinterkopf ist größtenteils dunkel gefärbt. Die Antenne ist bräunlich-schwarz bis schwarz mit apikal zwei blasseren Segmenten der Geißel, wobei die Radicula und der obere Teil des Pedicellus bei den meisten Individuen weißlich sind. Das Pronotum und Mesoscutum sind gelblich-braun bis orange-braun. Das Pronotum ist dabei eingeengt und das Mesoscutum ausgedehnt und schwarz. Der Rest des Dorsalrandes und des Propodeums ist braun-schwarz bis schwarz, mit Ausnahme von den vertikalen Flächen der Axillae und, in einigen wenigen Fällen, dem Metanotum, welche eine gelblich-braune Färbung aufweisen. Die mit dem Prepectus versehenem Seiten des Thorax sind weiß oder etwas dunkler. Das Mesopleuron ist gelblich-braun bis orange braun. Die Vorder- und Hinterflügel haben ein ausgeprägtes Muster, welches aus transparenten und dunkel-braunen Bereichen besteht. Die Beine sind gelblich braun, wobei die Spitze des Tarsus dunkler gefärbt ist. Femur und Tibia sind mit einem unebenen, dunklen Überzug versehen. Die Mitte des Femur ist dabei deutlich dunkler als der Rest des Beines. Die Gaster ist größtenteils schwärzlich mit einem gelblich-braunen Epipygium. Bei einigen Individuen kommt auf der restlichen Terga ein schwarz-brauner Überzug vor.

### Männchen
Die Männchen sind den Weibchen, einschließlich der Flügelmusterung, ähnlich. Ihnen fehlt dabei allerdings das dunkle Band, welches sich bei den Weibchen zwischen Torulus und innerem Augenrand befindet. Die Gaster ist gelblich-braun bis orange-braun und hat basal drei bis vier schwarze Skleritauflagerungen. Die Beine sind braun-gelb und nur der mittlere Femur weist bei einigen Individuen basal einen dunkleren Überzug auf.

## Erstbeschreibung
Tanaostigmodes tambotis wurde 1995 von Gerhard Prinsloo und John LaSalle in der Zeitschrift African Entomology erstbeschrieben. Das Artepitheton leitet sich vom Trivialnamen Tamboti für Spirostachys africana ab.

## Verbreitungsgebiet
Zur Zeit der Erstbeschreibung galt die Verbreitung von Tanaostigmodes tambotis nur im Nordwesten und Osten der ehemaligen Provinz Transvaal als erwiesen. Ob Individuen dieser Art im gesamten Verbreitungsgebiet von Spirostachys africana im südlichen und östlichen Afrika vorkommen, ist unbekannt.